# 츠지모토 켄조
츠지모토 켄조 (辻本 憲三, つじもと けんぞう, 1940년 12월 15일 출생)는 일본의 기업가이다. 캡콤의 CEO이다. 컴퓨터 소프트웨어 저작권 협회 (ACCS) 이사장 (1997년), 컴퓨터 엔터테인먼트 협회 전 회장 (2002년 - 2006년)을 역임했다.

## 수상작
- 감수포장（1980년）
- 남수포장（2007년）